# Gartnait III dei Pitti
Gartnait, figlio di Foith o di Uuid (... – 637), è stato sovrano dei Pitti.
Secondo la Cronaca dei Pitti regnò quattro anni (cinque o otto in altre versioni). Secondo gli Annali dell'Ulster morì nel 637. Gli succedette il fratelloBridei son of Uuid, al quale succedette poi un altro fratello: Talorc.